# Sílvia Alberto
Sílvia Alberto (Lissabon, 18 mei 1981) is een Portugese presentatrice.

## Biografie
Alberto begon haar carrière begin 2000 als presentatrice van het kinderblok bij de Portugese openbare omroep RTP. Een jaar later kreeg ze haar eigen talkshow. In 2003 verliet ze de staatsomroep om aan de slag te gaan bij een commerciële zender, maar drie jaar later keerde ze op haar stappen terug. Daarna kreeg ze de kans om verschillende grote programma's als Portugal's Got Talent te presenteren.
In 2008 presenteerde ze voor het eerst Festival da Canção, de Portugese preselectie voor het Eurovisiesongfestival. De volgende jaren zou ze deze taak veelvuldig op haar nemen. Ook verzorgde ze meerdere malen het commentaar voor RTP op het Eurovisiesongfestival zelf. In 2018 was ze een van de presentatrices van het Eurovisiesongfestival 2018, dat gehouden werd in haar thuisstad Lissabon.